# 西掛川駅

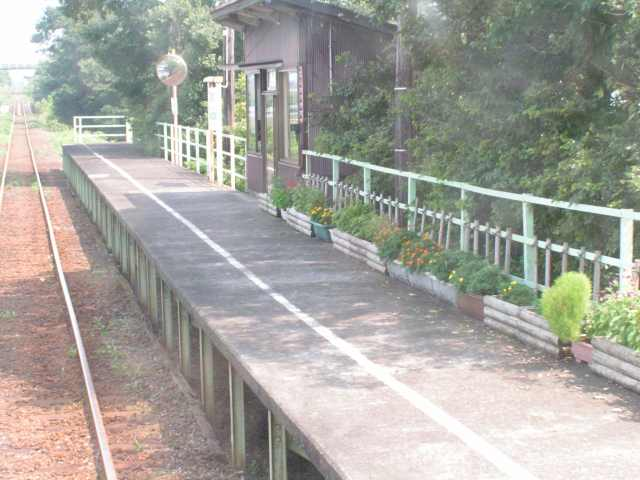
ホーム（2006年8月）

西掛川駅（にしかけがわえき）は、静岡県掛川市大池にある天竜浜名湖鉄道天竜浜名湖線の駅である。

## 歴史
- 1954年（昭和29年）10月10日：国鉄二俣線の駅として新設（旅客駅）[1]。
- 1987年（昭和62年）3月15日：二俣線が第三セクター鉄道に転換、天竜浜名湖鉄道の駅となる[1]。

## 駅構造
線路南側に単式ホーム1面1線を有する地上駅。ファミリーマート掛川鳥居店横の築堤上にあり、2階の高さに該当する。駅出口とホーム間は階段で連絡しており、線路をくぐる旧東海道と接続している。
無人駅。ホーム中程に待合室がある。構内にトイレは無いが、駅出口前にあるつくし公園内に公衆トイレがある。また、築堤に沿う形で駐輪場が整備されている。

## 利用状況
近年の1日平均乗車人員の推移は以下の通り。主要駅まで近い土地柄のため駅勢圏は狭いものの人気飲食店も抱える駅付近の商業集積地や福祉施設等のアクセス駅としても利用されており、比較的利用が多い。駅勢圏は隣の掛川市役所前駅と一部重複する。
| 乗車人員推移 | 乗車人員推移    |
| 年度         | 1日平均乗車人員 |
| ------------ | --------------- |
| 2008         | 69              |
| 2009         | 70              |
| 2010         | 72              |
| 2011         | 111             |
| 2012         | 99              |
| 2013         | 93              |
| 2014         | 112             |
| 2015         | 109             |
| 2016         | 93              |
| 2017         | 83              |
| 2018         | 94              |
| 2019         | 92              |

## 駅周辺
旧東海道（静岡県道253号掛川袋井線）が交差する位置にあり、古くからの住宅が多い。長谷（橘町）、大池（鳥居町・末広町）等。
駅西側にはショッピングセンターや家電量販店、飲食店等のロードサイド型店舗が点在する。

### 線路北側（鳥居町方面）
出口から天竜浜名湖線ガードをくぐると北側に出られる。
- 炭焼きレストランさわやか掛川本店
- スターバックスコーヒー掛川大池店
- 五味八珍掛川店
- バロー（旧・オカノ）掛川店
- ユニクロ
- ブックオフ掛川店
  - メディアポリス掛川店
- サイクルベースあさひ掛川店
- 雑貨屋ブルドッグ新掛川店
- 掛川市立第二小学校
- 掛川スイミングスクール
- 掛川自動車学校
- 川口会病院
- 特別養護老人ホームかけがわ苑
- エバーグリーン掛川（デイサービス）

### 線路南側（橘町・末広町方面）
- 掛川工業団地協同組合
  - 掛川勤労福祉会館

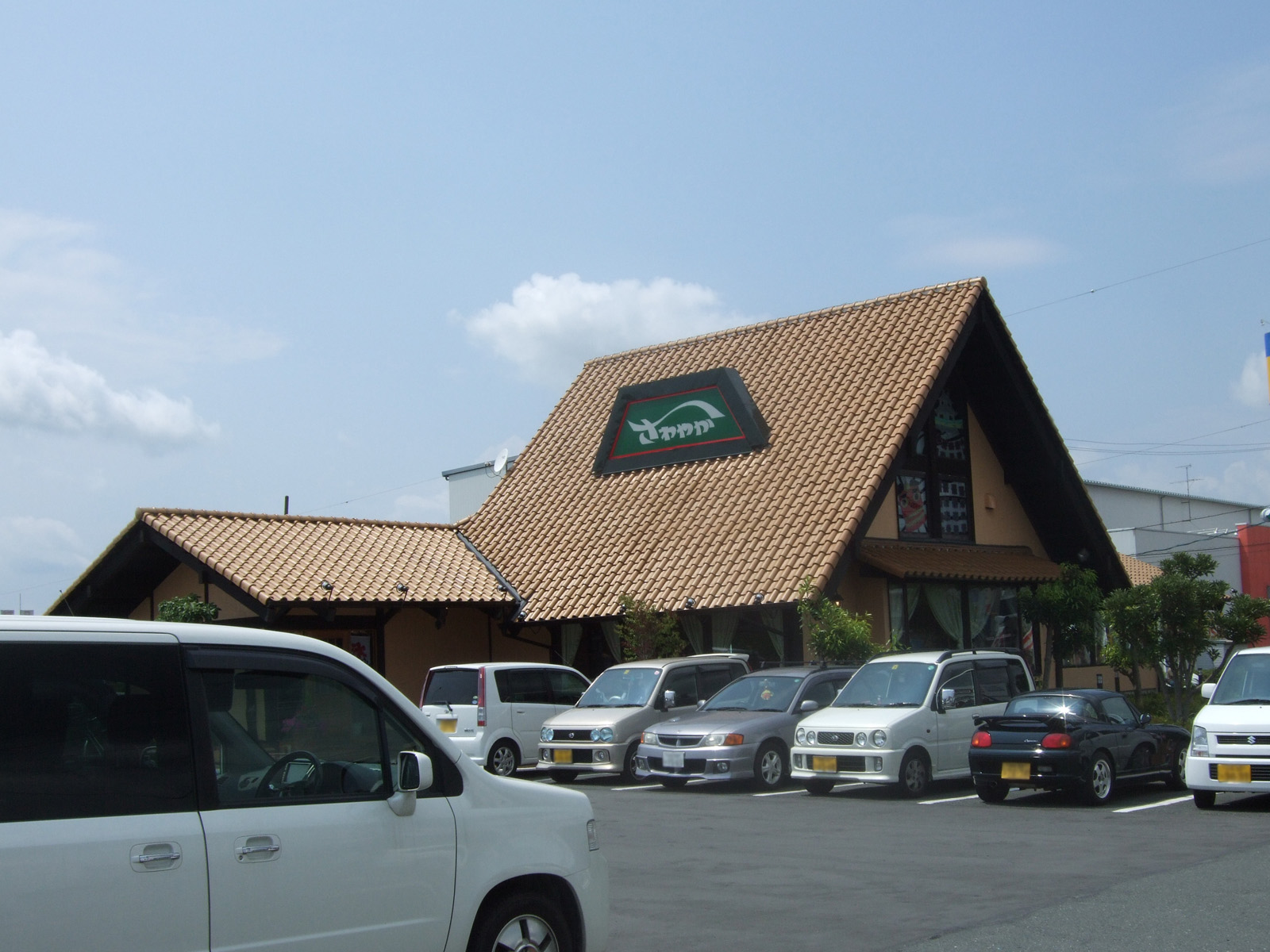
さわやか掛川本店
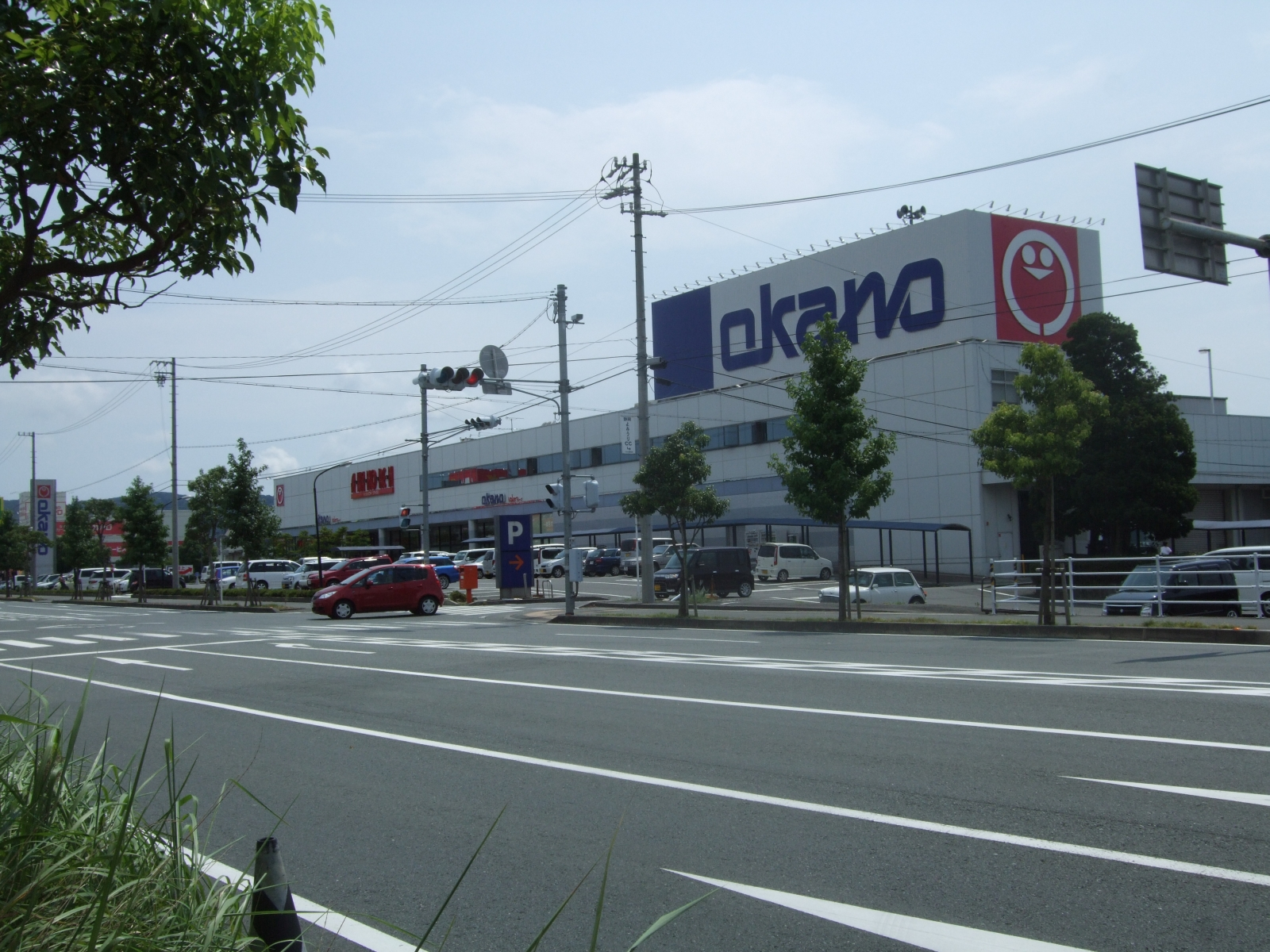
MEGAドン・キホーテUNY掛川店（旧・アピタ掛川店）
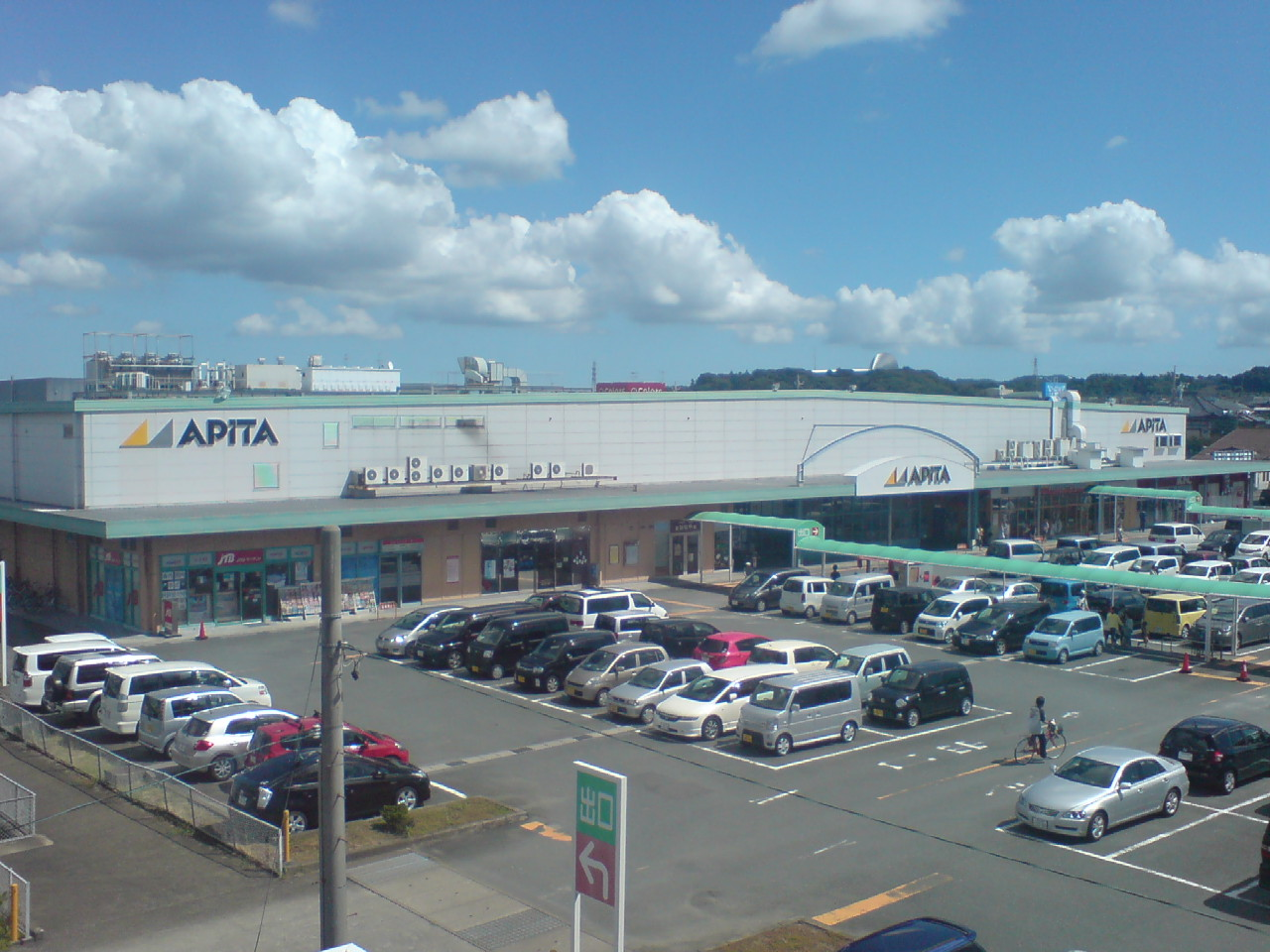
ケーズデンキ掛川店
- ディスカウントドラッグコスモス大池店
- ジャンボエンチョー掛川店
- ヤマダデンキテックランド掛川店
- OAナガシマ掛川店
- スーパーセンタートライアル掛川店
- ゲオ掛川大池店
- 日通NECロジスティックス
- つくし会館
- 子育てセンターさやのもり

- さわやか掛川本店
- オカノ掛川店
- アピタ掛川店

### バス路線
駅に案内は無いが、付近に3ヶ所停留所がある。
- （出口前）
  - 小笠病院無料送迎バス
  - 磐田東中学校・高等学校スクールバス
- 橘町バス停留所
  - 掛川市自主運行バス市街地循環線北回り（掛川北病院方面行）
- 鳥居町バス停留所
  - 掛川バスサービス桜木線（掛川駅前 - 坂下・ねむの木美術館前）

## 隣の駅
天竜浜名湖鉄道
■天竜浜名湖線
掛川市役所前駅 - 西掛川駅 - 桜木駅